# Fled
Fled es una película  de acción y suspenso estadounidense de 1996. Dirigida por Kevin Hooks y protagonizada por Laurence Fishburne y Stephen Baldwin, es un remake de la película de 1958 Fugitivos.

## Argumento
Dodge es un hacker que está cumpliendo una pena en prisión; junto a Piper es un tipo duro. Ambos terminan encadenados juntos, y huir durante un intento de escapar de una cadena de pandillas con la cual les va a ir mal, con la participación de un disquete desaparecidos, una mujer atractiva que les asiste, un siniestro agente federal, un policía honesto, y la mafia cubana.

## Reparto
- Laurence Fishburne: Charles Piper
- Stephen Baldwin: Luke Dodge
- Will Patton: Det. Matthew 'Gib' Gibson
- Robert John Burke:  Pat Schiller
- Robert Hooks: Comisario Henry Clark
- Victor Rivers: Rico Santiago
- David Dukes: Fiscal de distrito Chris Payne
- Ken Jenkins: Warden Nichols
- Michael Nader: Frank Mantajano
- Brittney Powell: Cindy Henderson
- Salma Hayek: Cora
- Steve Carlisle: Herb Foster
- Brett Rice: Agente Thornhill
- J. Don Ferguson: Chairman
- Kathy Payne: Margaret Parks

## Banda sonora

### Lista de pistas
1. "Intro"- 1:40 (Big Rube)
2. "You Can't Run"- 4:32 (Royal C)
3. "Touch Myself"- 4:09 (T-Boz)
4. "Remember What I Said"- 5:13 (Goodie Mob)
5. "Bright Lights"- 2:58 (T. Smith)
6. "Word"- 3:18 (God's Gift to God)
7. "Missing You"- 4:30 (Monica)
8. "Highway"- 5:12 (Tony Rich)
9. "Magic in Your Eyes"- 3:54 (Joi)
10. "Spain"- 4:39 (Lou)
11. "Right Way"- 3:48 (For Real)
12. "Crank This"- 4:19 (DJ Kizzy Rock)
13. "Fled"- 4:29 (Fishbone)